# Estadi Cotton Bowl
El Cotton Bowl és un estadi situat a la perifèria firal de la ciutat de Dallas, estat de Texas, Estats Units. Va ser construït per albergar partits de futbol americà i té una capacitat de 92.100 espectadors.
Des de 1937 fins a l'any 2009, l'estadi va ser la seu del Cotton Bowl, un dels bowls de futbol americà universitari més prestigiosos. Des de 1932, els Texas Longhorns i els Oklahoma Sooners de futbol americà universitari s'enfronten anualment en aquest estadi. A més, els SMU Mustangs de l'NCAA van tenir com a seu a l'Estadi Cotton Bowl des de 1932 fins a 1978 i des de 1995 fins a l'any 2000.
Es va conèixer amb el nom de "The House That Doak Built", a causa de les immenses multituds que Doak Walker, running back de l'SMU, va atreure a l'estadi durant la seva carrera universitària a finals dels anys quaranta.
L'estadi ha servit com a seu de tres equips professionals de futbol americà: els Dallas Cowboys de la National Football League (1960-1970), els Dallas Texans de l'NFL (1952) i els Dallas Texans de l'AFL (1960-1962). En la setena temporada, els Cowboys van acollir els Green Bay Packers pel campionat de la NFL al Cotton Bowl l'1 de gener de 1967. L'edició d'aquell any del Cotton Bowl Classic es va jugar el dia anterior, la nit de cap d’any, que va requerir un canvi ràpid per transformar el camp.
També van jugar allí dos equips de futbol: el Dallas Tornado de la NASL (1967-1968) i el FC Dallas de la Major League Soccer (1996-2002 i 2004-2005). En tant, allí es van jugar partits de la Copa d'Or de la CONCACAF de 1993, la Copa Mundial de Futbol de 1994 i la Copa Centreamericana de 2014.
El novembre del 2006, la ciutat de Dallas i la Fira Estatal de Texas finalment van acordar el finançament per a una ampliació, amb 30 milions de dòlars procedent d’un bo de la ciutat. Així, l'abril de 2007, les escoles van signar un contracte per jugar al Cotton Bowl fins al 2015, juntament amb un fons de 57 milions de dòlars per a actualitzacions i millores a l'estadi envellit.
Les reformes del 2008 inclouen l'ampliació de la capacitat de l'estadi de 68.252 a 92.100, principalment a través de l'encerclament complet de la segona coberta, a més d'altres millores.

## Partits de laCopa Mundial de Futbol de 1994
- Partit: Espanya VS Corea del Sud
  - Resultat: 2-2
  - Data: 17 de juny de 1994
  - Assistència: 56.247 espectadors

- Partit: Corea del Sud VS Alemanya
  - Resultat: 2-3
  - Data: 27 de juny de 1994
  - Assistència: 63.998 espectadors

- Partit: Nigèria VS Bulgària
  - Resultat: 3-0
  - Data: 21 de juny de 1994
  - Assistència: 44.132 espectadors

- Partit: Bulgària VS Argentina
  - Resultat: 2-0
  - Data: 30 de juny de 1994
  - Assistència: 63.998 espectadors

- Partit: Aràbia Saudita VS Suècia (Vuitens de final)
  - Resultat: 1-3
  - Data: 3 de juliol de 1994
  - Assistència: 60.277 espectadors

- Partit: Països Baixos VS Brasil (Quarts de final)
  - Resultat: 2-3
  - Data: 9 de juliol de 1994
  - Assistència: 63.500 espectadors